# 蓝舌病
蓝舌病是一种非传染性、通過昆虫传播的反芻动物病毒性疾病，綿羊比較容易感染藍舌病，而家牛、牦牛、家山羊、水牛、鹿、單峰駱駝和羚羊則不太容易染上藍舌病。蓝舌病是由蓝舌病毒（BTV）所引起。该病毒可以通過一些库蠓属昆蟲传播。